# Zelenîi Luh, Peatîhatkî
Zelenîi Luh (în ucraineană Зелений Луг) este localitatea de reședință a comunei Zelenîi Luh din raionul Peatîhatkî, regiunea Dnipropetrovsk, Ucraina.

## Demografie
Componența lingvistică a localității Zelenîi Luh
     Ucraineană (83,33%)
     Rusă (2,78%)
Conform recensământului din 2001, majoritatea populației localității Zelenîi Luh era vorbitoare de ucraineană (83,33%), existând în minoritate și vorbitori de rusă (2,78%).